# Комісаріат атомної енергетики Франції

Колишнє лого CEA

Комісаріат атомної енергії (фр. Commissariat à à énergie atomique,  CEA) — французький науково-дослідний інститут,  основним завданням якого є розробка всіх видів використання атомної енергетики,  як цивільної,  так і військової. Щорічний бюджет дорівнює 3, 9 млрд євро,  у ньому працює близько 15 тисяч осіб (2011).
CEA був створений у 1945 році. Він проводить фундаментальні та прикладні дослідження в багатьох областях,  включаючи розробку ядерних реакторів,  виробництво вбудованих мікросхем,  використання радіонуклідів для лікування хвороб,  сейсмології і поширенні цунамі та ін.

## Структура
CEA поділяється на 5 відділів:
- Відділ ядерної енергії;
- Відділ технологічних досліджень;
- Відділ біології;
- Відділ матерії;
- Військовий відділ,  який виробляє ядерну зброю для французької армії і ядерні підводні човни французького військово-морського флоту.

З 2010 року Комісаріат володіє суперкомп'ютером Tera-100,  який входить в сотню найпотужніших суперкомп'ютерів світу.

## Центри

### Цивільні науково-дослідні центри
- Сакле - Есон (48°43′30″ пн. ш. 2°09′01″ сх. д. / 48.725135° пн. ш. 2.150346° сх. д.,  штаб-квартира із 2006 року) разом з Національною Лабораторією (GANIL) (Кан,  Кальвадос).
- Фонтене-о-Роз - Фонтене-о-Роз,  О-де-Сен
- Гренобль - Гренобль,  Ізер
- Кадараш - Буш-дю-Рон
- Вальро (скор. від фр. Vallee du Rhone) - Маркуль і П*єерлата,  Гар